# Аморет (Мисури)
Аморет (енгл. Amoret) град је у америчкој савезној држави Мисури.

## Демографија
По попису из 2010. године број становника је 190, што је 21 (-10,0%) становника мање него 2000. године.
| Група             | 2000.       | 2010.       |
| Белци             | 205 (97,2%) | 174 (91,6%) |
| Афроамериканци    | 0 (0,0%)    | 1 (0,5%)    |
| Азијати           | 0 (0,0%)    | 0 (0,0%)    |
| Хиспаноамериканци | 2 (0,9%)    | 9 (4,7%)    |
| Укупно            | 211         | 190         |